# Helmut Ritzer
Helmut Ritzer (* 9. Juni 1938 in Buckenhof) ist bayerischer Politiker (SPD) und war Vizepräsident des Bayerischen Landtags. 

## Vita
Helmut Ritzer studierte Rechtswissenschaften an der Universität Erlangen. Nach dem 2. Staatsexamen arbeitete er ab 1968 als Verwaltungsjurist bei der Stadt Nürnberg, seit 1973 war er Leiter des Amtes für Öffentliche Ordnung und Umweltschutz. 1971 promovierte Helmut Ritzer über "Die Erweiterung der Zuständigkeiten des Betriebsrates nach dem BetrVG durch Betriebsvereinbarung". Helmut Ritzer ist verheiratet, evangelisch und hat zwei Kinder.

## Politik
Helmut Ritzer ist seit 1957 Mitglied der SPD. Er war von 1972 bis 1978 SPD-Fraktionsvorsitzender des Kreistages Nürnberger Land. Von 1982 bis 2003 gehörte er dem Bayerischen Landtag an. Von 1991 bis 1998 war er dort Vorsitzender des Ausschusses für Eingaben und Beschwerden und ab 1998 Vizepräsident des Bayerischen Landtags. Er wurde stets über die Wahlkreisliste Mittelfranken gewählt, sein Stimmkreis war Nürnberger Land.

## Auszeichnungen
- 2004: Bundesverdienstkreuz (I. Klasse)